# Forbes Galleries
Forbes Galleries est un musée de la ville de New York consacré entre autres au modélisme, aux collections d'engins miniatures et aux trophées.
Il s'agit de la collection personnelle de Malcolm Forbes (1917-1990), éditeur du magazine homonyme. Sa famille a continué d'exposer la collection après sa mort, bien que certains éléments aient été vendus aux enchères depuis.
Les expositions permanentes présentent également des collections de navires, de soldats de plomb ou des soldats fabriqués dans des matières contemporaines, une collection de Monopoly, des médailles d'or olympiques et des œufs Fabergé. 
Des expositions temporaires ont été consacrées au jouet à travers les âges.
Le musée se situe au no 62 de la 5e avenue, dans le quartier de Greenwich Village à New York. Il est situé dans le même bâtiment que le magazine Forbes.